# Yukawa-Wechselwirkung
Die Yukawa-Wechselwirkung ist in der Teilchenphysik eine Wechselwirkung zwischen einem skalaren oder pseudoskalaren Feld {\displaystyle \phi } mit Spin 0 und einem fermionischen Feld {\displaystyle \psi } mit Spin ½. Sie wurde zuerst von Hideki Yukawa im Jahr 1935 vorgeschlagen, um die Bindung zwischen Protonen und Neutronen, die beide Fermionen sind, im Atomkern zu erklären. Das von Yukawa postulierte skalare Teilchen wurde im Jahr 1947 in Form des Pions in der kosmischen Strahlung nachgewiesen. Für seine Theorie erhielt Yukawa den Nobelpreis für Physik des Jahres 1949. 
Auf der Ebene der Elementarteilchen wird der Zusammenhalt des Atomkerns inzwischen von der Quantenchromodynamik erklärt, deren Pseudo-Goldstone-Boson das Pion als zusammengesetztes Teilchen ist. Stattdessen findet die Yukawa-Wechselwirkung im Standardmodell der Elementarteilchenphysik ihren Platz in der Wechselwirkung zwischen dem Higgs-Feld und den elementaren Fermionen, die ihnen im Rahmen des Higgs-Mechanismus ihre Masse zuweist.

## Mathematische Beschreibung
Die Wechselwirkung zwischen Elementarteilchen wird durch die Lagrangedichte beschrieben. In dieser befinden sich kinetische Terme, die die Bewegung der Teilchen beschreiben und die Wechselwirkungsterme. Der Wechselwirkungsterm für die Yukawa-Wechselwirkung zwischen einem Skalar und einem Fermion ist:Seite 79
{\displaystyle {\mathcal {L}}_{\mathrm {SF} }=-g{\bar {\psi }}\psi \phi }
mit einer Kopplungskonstante {\displaystyle g}. Für ein pseudoskalares Teilchen lautet der Wechselwirkungsterm:Seite 344
{\displaystyle {\mathcal {L}}_{\mathrm {PF} }=-\mathrm {i} g{\bar {\psi }}\gamma ^{5}\psi \phi }
mit der fünften Dirac-Matrix {\displaystyle \gamma ^{5}}.
Die vollständige Lagrangedichte für eine Theorie mit einer Yukawa-Wechselwirkung lautet dann:
{\displaystyle {\mathcal {L}}={\bar {\psi }}(\mathrm {i} \gamma ^{\mu }\partial _{\mu }-m_{\psi })\psi +{\frac {1}{2}}\partial _{\mu }\phi \partial ^{\mu }\phi -{\frac {1}{2}}m_{\phi }^{2}\phi ^{2}-g{\bar {\psi }}\psi \phi }
Dabei sind
- {\displaystyle \gamma ^{\mu }} die Dirac-Matrizen,
- {\displaystyle m_{\psi }} die Masse des Fermions und
- {\displaystyle m_{\phi }} die Masse des skalaren Teilchens.

## Zusammenhang zum Yukawa-Potential
Das Yukawa-Potential ist das Potential, das durch eine Yukawa-Wechselwirkung induziert wird. Es lautet in führender Ordnung der Störungsreihe
{\displaystyle V(r)=-{\frac {g^{2}}{4\pi r}}e^{-m_{\phi }r}}
und erweitert das Coulomb-Potential der Elektrostatik um einen von der Masse des Skalars abhängigen, exponentiell abfallenden Faktor. Das Coulomb-Potential wird durch den Limes {\displaystyle m\to 0}, wie er für das Photon erfüllt ist, erreicht. In dieser führenden Ordnung existiert kein Unterschied, ob das wechselwirkende Teilchen ein Skalar oder ein Vektor wie das Photon ist.
Das Potential ergibt sich aus der Streuung von zwei Teilchen in einer Yukawa-Wechselwirkung. Das Matrixelement {\displaystyle {\mathcal {M}}} der S-Matrix ist dann in nichtrelativistischer Näherung
{\displaystyle {\mathcal {M}}={\frac {4m_{\psi }^{2}g^{2}}{{\vec {q}}^{2}+m_{\phi }^{2}}}}
wobei {\displaystyle {\vec {q}}} den übertragenen Impuls bezeichnet und der Faktor {\displaystyle 4m_{\psi }^{2}} ein Relikt aus der Normierung ist. Dann lautet das Potential im Impulsraum nach Fermis Goldener Regel
{\displaystyle {\tilde {V}}({\vec {q}})={\frac {-g^{2}}{{\vec {q}}^{2}+m_{\phi }^{2}}}}
und nach einer Fouriertransformation in den Ortsraum
{\displaystyle V(r)=\int {\frac {\mathrm {d} ^{3}{\vec {q}}}{(2\pi )^{3}}}{\tilde {V}}({\vec {q}})=-{\frac {g^{2}}{4\pi r}}e^{-m_{\phi }r}}